# 仙台市交通局霞の目営業所
仙台市交通局霞の目営業所（せんだいしこうつうきょく かすみのめえいぎょうしょ）は、宮城県仙台市若林区かすみ町にある仙台市交通局自動車部（仙台市営バス）の営業所。

## 概要
構内は営業所庁舎と整備工場、給油施設、洗浄施設、車庫、バス停留所（後述）を設置する。営業所イラストマークはたつ。管理下にある出張所は現在ないが、かつておいていた拠点として岡田出張所と新寺出張所があり、加えて、営業所と同一敷地内に霞の目営業所分室があった。
出張所開設前は、広瀬通、定禅寺通、長町の3所体制だったが、仙台市東南部（現在の若林区）の路線拡大に伴い、陸上自衛隊霞目飛行場近くに用地を取得して、車庫として発足した後、営業所となった。
仙台市東部の若林区大和町・卸町・遠見塚・霞の目・沖野方面を事業範囲としている。かつては北山・子平町循環、名取市閖上方面、エアポート・リムジンバス（南仙台出張所廃止から川内営業所への移管まで）も運行していた。配置車両は主に日野といすゞ。東仙台営業所と同様天然ガススタンドが近く、かつてはCNGバスも配置されていた。また、市営バス唯一の日野HIMR（電気ディーゼルハイブリッドバス）も1台配置されていた。
路線拡大に伴い、1994年（平成6年）3月28日に岡田出張所を開設して管理下に置いている。同時に南仙台営業所が長町営業所の出張所へ降格に伴い、閖上出張所を閉所まで管理下に置いていた。2011年（平成23年）3月11日、岡田出張所が東日本大震災での津波被害に遭い、出張所として機能できなくなったため、一時閉鎖となった。これに伴い、岡田出張所の機能を担うため、岡田出張所の契約の残期間を受け持つ形で、新寺出張所を10か月ぶりに宮城交通へ委託して、新寺出張所の管理を長町営業所から当所へ移動している。2013年4月からは、岡田出張所の事務機能を新寺出張所へ正式に暫定移転する。
また、仙台市営バスの委託範囲（最大限50％）を拡大するために、2015年（平成27年）12月6日の仙台市地下鉄東西線開通と同時に、当営業所の運行業務を全面的に宮城交通へ委託する。また、新寺出張所および霞の目分室（今回の委託に併せて新設）を2013年より正式に委託化し、そこから5年間の委託契約（霞の目営業所分室分については、2015年時点で、営業所本体との委託事業所の振り替えを実施する形をとる）としている。
2013年時点で、バスに貼られた「霞」のステッカーの色が従来通りの紫の車両が自前の運用、黒の車両が宮城交通への運転業務委託車両（霞の目営業所分室所属）となっていたが、霞の目営業所本体が宮城交通委託となってからは、旧分室の黒のステッカーに統一されている。
2015年（平成27年）12月6日の全面委託に伴い、霞の目営業所分室と新寺出張所を統合。新寺出張所は駐車場に格下げとなった。

## 沿革
- 1957年（昭和32年）10月 - 霞の目出張所として開設。
- 1959年（昭和34年）11月1日 - 霞の目営業所に昇格。
- 1965年（昭和40年）12月1日 - 仙台空港連絡バス開業。
- 1967年（昭和42年）6月18日 - 空港連絡バス、南仙台営業所担当に変更。
- 1994年（平成6年）3月28日 - 岡田出張所開設、管理下に置く。南仙台営業所が長町営業所の出張所へ降格に伴い、閖上出張所を管理下に置く。
- 1996年（平成8年）3月29日 - 閖上出張所閉所。
- 1998年（平成10年）3月28日 - 空港連絡バス、南仙台出張所閉所により、担当が当所に変更。
- 2002年（平成14年）4月1日 - 空港連絡バス、担当が川内営業所に変更。
- 2012年（平成24年）4月1日 - 新寺出張所の管轄が長町営業所から当営業所へ変更。
- 2013年（平成25年）4月1日 - 新寺出張所の車両・運転業務のすべて、および当営業所本体の一部車両運行業務を霞の目営業所分室として分割の上、いずれも宮城交通へ委託。
- 2015年（平成27年）12月6日 - 仙台市地下鉄東西線開業により、大幅な路線改廃を実施。霞の目営業所分室、新寺出張所を統合し、同時に霞の目営業所本体が宮城交通へ委託。

## 所管路線

### 東部工場団地線
- 207/S207系統
  - 仙台駅前 - 原町二丁目 - 宮城野区役所前 - 苦竹駅前 - 日の出町一丁目 - 扇町二丁目・小鶴老人福祉センター入口 - 扇町六丁目 - 食肉市場入口 - 福田町四丁目 - 狐塚 - 東部工場団地 - 卸町東四丁目 - 荒井駅
    - 平日朝（荒井駅行）・夕（仙台駅前行）のみ運行。
- 75系統（出入庫便は東仙台営業所が担当）
  - 小鶴新田駅 → 日の出町一丁目 → 扇町二丁目・小鶴老人福祉センター入口 → 扇町五丁目南 → 扇町四丁目 → 食肉市場入口 → 福田町四丁目 → 狐塚 → 東部工場団地 → 卸町東四丁目 → 荒井駅

### 福田町四丁目線
- 10系統
  - 薬師堂駅 - 志波町 - 宮千代一丁目 - 銀杏町 - トラックターミナル・中税務署入口 - 日の出町三丁目 - 自動車団地 - 宮城県印刷会館前 - 若林体育館前 - 卸町東四丁目 - 荒井駅
- 15(R16)/16(R15)系統
  - 荒井駅 - 卸町東四丁目 - 宮城運輸支局前 - 食肉市場入口 - 福田町四丁目 - 鶴巻保育所前 - 鶴巻 - 岡田西町 - 狐塚 - 東部工場団地 - 卸町東四丁目 - 荒井駅
    - 宮城運輸支局先回りは15系統、東部工場団地先回りは16系統。鶴巻保育所前を境に系統番号が変わる。
- 19(M29)/29(M19)系統
  - 薬師堂駅 - 志波町 - 宮千代一丁目 - 銀杏町 - 中央卸売市場 - 卸町会館前 - 大和小学校東 - 薬師堂駅
    - 銀杏町先回りは19系統、卸町先回りは29系統。銀杏町を境に系統番号が変わる。
    - 29系統は午前(7~13時)のみ、19系統は午後(14~21時)のみ運行。

### 卸町線

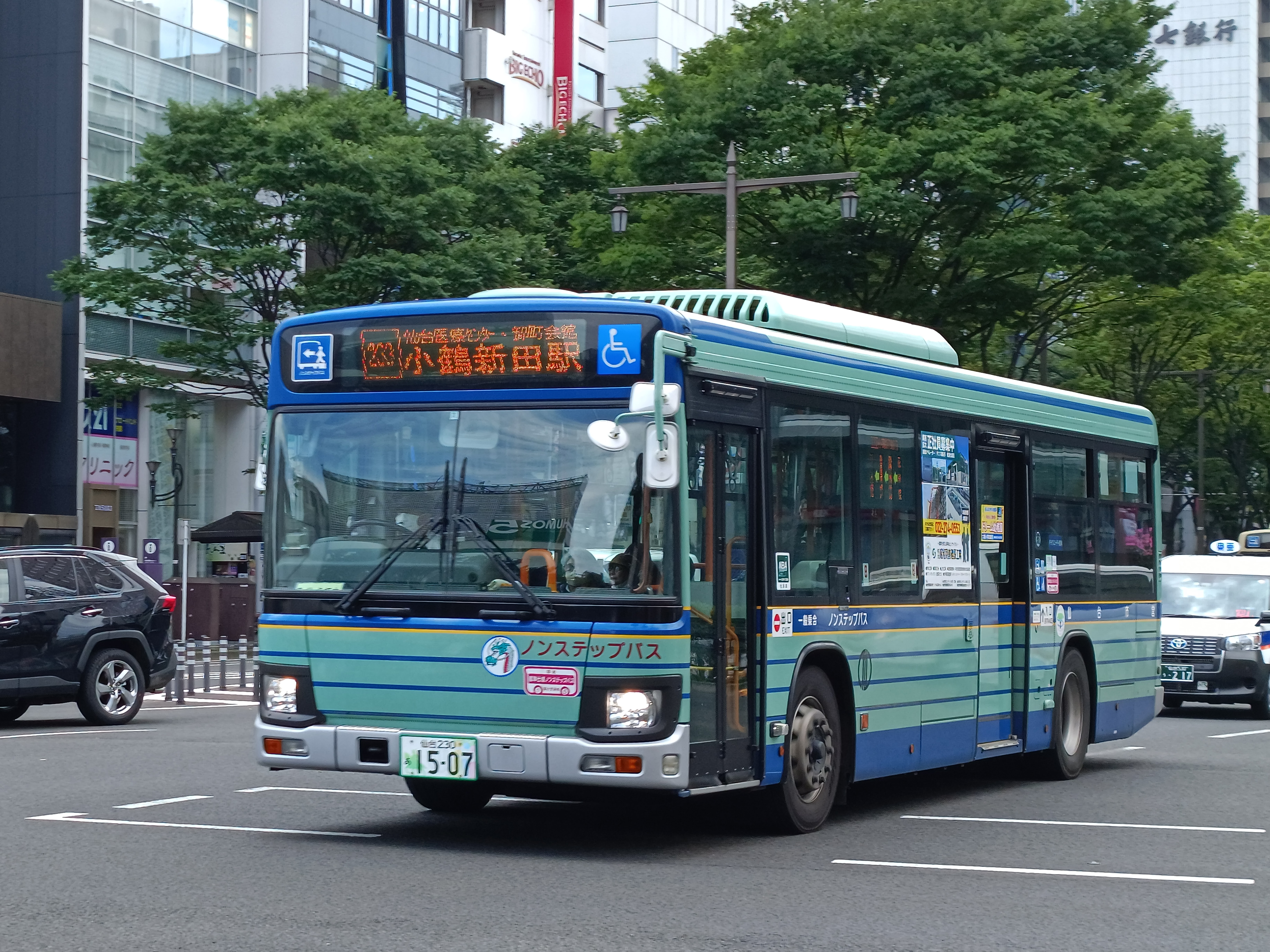
233系統・小鶴新田駅行（2022年7月25日）

- 230/J230系統（東仙台営業所と共管）
  - 交通局東北大学病院前 - 定禅寺通市役所前 - 電力ビル前（復路：広瀬通駅） - 仙台駅前 - 原町二丁目 - 仙台医療センター前 - 銀杏町 - トラックターミナル・中税務署入口 - 日の出町一丁目 - 小鶴新田駅
- 233/J233系統（東仙台営業所と共管）
  - 交通局東北大学病院前 - 定禅寺通市役所前 - 電力ビル前（復路：広瀬通駅） - 仙台駅前 - 原町二丁目 - 仙台医療センター前 - 銀杏町 - 卸町会館前 - 中央卸売市場 - 日の出町一丁目 - 小鶴新田駅

### 六丁の目・岡田線
- 308/J308系統
  - 交通局東北大学病院前 - 定禅寺通市役所前 - 電力ビル前（復路：広瀬通駅） - 仙台駅前 - 新寺三丁目 - 二軒茶屋・東華中学校前 - 志波町 - 卸町駅 - 蒲町歩道橋前 - 市営バス霞の目営業所前
- 18/R18(T18)系統
  - 荒井駅 - 卸町東四丁目 - 東部工場団地 - 狐塚 - 賀茂皇大神社前 - 岡田 - 堀切 - 新浜 - 蒲生小田切（ - 中野新町 - 高砂二丁目 - 陸前高砂駅）
    - 新浜地内は一方通行。荒井駅発（陸前高砂駅行を除く）は蒲生小田切（旧・市営バス岡田車庫入口バス停）終着、荒井駅行は堀切始発。

### 南小泉線
- 411/J411系統（長町営業所と共管）
  - 交通局東北大学病院前 - 定禅寺通市役所前 - 電力ビル前（復路：広瀬通駅） - 仙台駅前 - 五橋一丁目 - 五橋駅 - 荒町 - 若林区役所前 - 大和町宮城の萩大通り - 薬師堂駅
- J413系統
  - 霞の目 → 遠見塚東 → 遠見塚 → 大和町宮城の萩大通り → 薬師堂駅 → 大和町宮城の萩大通り → 若林区役所前 → 荒町 → 五橋駅 → 五橋一丁目 → 仙台駅前 → 広瀬通駅 → 定禅寺通市役所前 → 交通局東北大学病院前
    - 平日朝1本（交通局東北大学病院前行）のみ運行。
- 450/J450系統
  - 交通局東北大学病院前 - 定禅寺通市役所前 - 電力ビル前（復路：広瀬通駅） - 仙台駅前 - 五橋一丁目 - 五橋駅 - 荒町 - 若林区役所前 - 遠見塚 - 市営バス霞の目営業所前（復路：遠見塚東） - 霞の目
    - 平日日中のみ運行。
- 470/J470系統
  - 交通局東北大学病院前 - 定禅寺通市役所前 - 電力ビル前（復路：広瀬通駅） - 仙台駅前 - 五橋一丁目 - 五橋駅 - 荒町 - 若林区役所前 - 南小泉二丁目 - 南小泉三丁目 - 古城三丁目 - 沖野一丁目 - 遠見塚小学校前 - 市営バス霞の目営業所前
    - 平日日中のみ運行。
- 30系統
  - 薬師堂駅 - 大和町宮城の萩大通り - 中倉一丁目 - 遠見塚 - 市営バス霞の目営業所前 - 霞の目
- X30/30系統
  - 薬師堂駅 - 大和町宮城の萩大通り - 遠見塚 - 市営バス霞の目営業所前
    - X30系統は平日午前、30系統は平日午後のみ運行。
- X50/20系統
  - 市営バス霞の目営業所前→遠見塚→若林区役所前→西新丁→薬師堂駅→大和小学校東→市営バス霞の目営業所前
    - 平日午前中と土日のみ運行。薬師堂駅を境に系統番号が変わる。
- M70(R70/70)/70系統
  - 市営バス霞の目営業所前 - 沖野一丁目 - 古城三丁目 - 南小泉三丁目 - 南小泉二丁目 - 若林区役所前 - 西新丁 - 薬師堂駅 
    - 薬師堂駅以遠を荒井駅着発として運行する便はR70/70系統となる（荒井駅経由荒浜小発着となる便は70系統）。また、系統番号は薬師堂駅を境にR40(40)/X40系統となる（荒浜小着発の荒井駅以遠は20/X20系統となる。深沼線の項を参照）。
- 75系統
  - 長町南駅・太白区役所前 - 長町駅東口 - 長町一丁目駅 - 河原町駅南口 - 河原町二丁目 - 古城二丁目 - 南小泉三丁目中 - 若林区役所前 - 西新丁 - 薬師堂駅
    - 河原町駅東 - 南小泉三丁目中間は旧420系統の経路を運行。

### 大和町線
- 320(X320)/J320系統
  - 交通局東北大学病院前 - 定禅寺通市役所前 - 電力ビル前（復路：広瀬通駅） - 仙台駅前 - 五橋一丁目 - 連坊駅・仙台一高前 - 国分寺薬師堂前 - 薬師堂駅 （- 大和町一丁目 - 大和町二丁目 - 大和小学校入口 - 大和小学校東 - 蒲町歩道橋前 - 蒲町 - 市営バス霞の目営業所前）
    - 平日のみ運行
    - 午前は霞の目営業所から発便。午後は薬師堂駅から発便。
- 20/M20系統
  - 薬師堂駅 - 大和町二丁目 - 大和小学校東 - 蒲町歩道橋前 - 蒲町 - 市営バス霞の目営業所前
- X20/X50系統
  - 市営バス霞の目営業所前→大和小学校東→薬師堂駅→西新丁→若林区役所前→遠見塚→市営バス霞の目営業所前
    - 平日午前のみ運行。薬師堂駅を境に系統番号が変わる。

### 深沼線
- R40(40)/M40(X40)系統
  - 薬師堂駅 - 大和町宮城の萩大通り - 中倉二丁目 - 荒井二丁目 - 荒井駅
    - 薬師堂駅以遠を古城三丁目経由市営バス霞の目営業所前着として運行する便はX40系統（荒井駅以遠を荒浜小着として運行する便は40系統）となる。また、系統番号は薬師堂駅を境にR70/70系統、荒井駅を境に20/X20系統となる（薬師堂駅以遠は南小泉線の項を参照）。
    - 40系統は平日昼1本のみ運行。
- 20/R20(X20)系統
  - 荒井駅 - 七郷小学校前 - 四ツ谷 - 農業園芸センター前 - 笹新田 - 石場 - 南長沼 - 震災遺構仙台市立荒浜小学校前
    - 荒井駅以遠を薬師堂駅・古城三丁目経由市営バス霞の目営業所前行として運行する便はX20系統となる（荒井駅発は20系統）。また、系統番号は荒井駅を境にX40系統(薬師堂駅発は40系統)、薬師堂駅を境に70系統(霞の目(営)発はR70系統)となる（薬師堂駅以遠は南小泉線の項を参照）。
    - X20系統は平日午前のみ運行。
    - 2017年4月1日より、南長沼 - 旧荒浜小学校前間を延伸[2]。
    - 2020年4月1日より、旧荒浜小学校前バス停を震災遺構仙台市立荒浜小学校前に改称[3]。
- 21系統
  - 荒井駅 - 七郷小学校前 - 四ツ谷 - 笹新田 - 石場 - 南長沼 - 震災遺構仙台市立荒浜小学校前
    - 朝のみ運行。
    - 四ツ谷→神屋敷北間を直通し、農業園芸センター前を経由しない。
    - 2017年4月1日より、南長沼～旧荒浜小学校前間を延伸[2]。　
    - 2020年4月1日より、旧荒浜小学校前バス停を震災遺構仙台市立荒浜小学校前に改称[3]。
- 23系統
  - 荒井駅 - 七郷小学校前 - 四ツ谷 - 笹新田 - 石場 - 南長沼
    - 夕方のみ運行。
    - 四ツ谷→神屋敷北間を直通し、農業園芸センター前を経由しない。

### 沖野線
- 535/K535系統（長町営業所と共管）
  - 交通局東北大学病院前 - 定禅寺通市役所前（復路：県庁市役所前） - 電力ビル前（復路：広瀬通駅） - 仙台駅前 - 五橋一丁目 - 五橋駅 - 愛宕橋駅 - 河原町駅南口 - 若林小学校前 - 沖野四丁目 - 沖野小学校前 - 沖野
    - かつては、県庁市役所前止まりのP535系統が設定されていたが、2015年12月6日のダイヤ改正に伴って廃止となった。
    - 平日及び土曜の夕方には広瀬橋無停車便あり。
- 72系統
  - 沖野 → 古城三丁目 → 南小泉三丁目 → 若林区役所前 → 薬師堂駅
  - 2016年4月1日のダイヤ改正から運行。平日朝1本薬師堂駅方向のみ。
- 73系統
  - 薬師堂駅 - 国分寺薬師堂前 - 西新丁 - 若林区役所前 - 南小泉二丁目 - 南小泉三丁目 - 古城三丁目 - 沖野 - 沖野市民センター前 - 東高校入口 - 六郷小学校前 - 下飯田 - 藤田

### 井土浜線
- 500/K500系統・506/K506系統（500/K500系統は長町営業所と共管）
  - 交通局東北大学病院前 - 定禅寺通市役所前（復路：県庁市役所前） - 電力ビル前（復路：広瀬通駅） - 仙台駅前 - 五橋一丁目 - 五橋駅 - 愛宕橋駅 - 河原町駅南口 - 若林小学校前 - 沖野四丁目 - 上飯田二丁目 - 東高校入口 - 六郷小学校前 - 井土浜 - 中野（ - 藤塚 - 閖上）
    - 東日本大震災で井土浜から先の区間を運休し、折り返し運行。2013年4月より井土浜 - 中野まで延長。2015年12月6日に中野から先の運休区間（　）内のバス停を廃止。
    - 506/K506系統は六郷小学校発着（朝の上り便に市営バス霞の目営業所前発の便あり）。
    - K500系統には平日朝のみ東高校入口発の便あり。
- 512/K512系統
  - 交通局東北大学病院前 - 定禅寺通市役所前（復路：県庁市役所前） - 電力ビル前（復路：広瀬通駅） - 仙台駅前 - 五橋一丁目 - 五橋駅 - 愛宕橋駅 - 河原町駅南口 - 若林小学校前 - 沖野四丁目 - 上飯田二丁目 - 東高校入口 - 六郷小学校前 - 下飯田 - 長屋敷 - 藤田 - 荒井駅
- 32系統
  - 荒井駅 - 藤田 - 長屋敷 - 下飯田 - 六郷小学校前
- 516/K516系統
  - 交通局東北大学病院前 - 定禅寺通市役所前（復路：県庁市役所前） - 電力ビル前（復路：広瀬通駅） - 仙台駅前 - 五橋一丁目 - 五橋駅 - 愛宕橋駅 - 河原町駅南口 - 若林小学校前 - 沖野四丁目 - 上飯田二丁目 - 東高校入口 - 六郷小学校前 - 下飯田 - 三本塚 - 藤田 - 荒井駅
- 36系統
  - 荒井駅 - 藤田 - 三本塚 - 下飯田 - 六郷小学校前
- 25系統
  - 市営バス霞の目営業所前 - 霞の目 - 藤田 - 四ツ谷 - 七郷小学校前 - 荒井駅
    - 霞の目営業所発は平日朝1本、荒井駅発は平日15時代1本のみ運行。
- 540/K540系統
  - 交通局東北大学病院前 - 定禅寺通市役所前（復路：県庁市役所前） - 電力ビル前（復路：広瀬通駅） - 仙台駅前 - 五橋一丁目 - 五橋駅 - 愛宕橋駅 - 河原町駅南口 - 若林小学校前 - 沖野四丁目 - 日辺 - 今泉神社前 - 東高校入口
- 545/K545系統
  - 交通局東北大学病院前 - 定禅寺通市役所前（復路：県庁市役所前） - 電力ビル前（復路：広瀬通駅） - 仙台駅前 - 五橋一丁目 - 五橋駅 - 愛宕橋駅 - 河原町駅南口 - 若林小学校前 - 沖野四丁目 - 今泉神社前 - 竹野花
  - 上飯田西→上飯田前田間を直通し、日辺を経由しない。
- 560/K560系統
  - 交通局東北大学病院前 - 定禅寺通市役所前（復路：県庁市役所前） - 電力ビル前（復路：広瀬通駅） - 仙台駅前 - 五橋一丁目 - 五橋駅 - 愛宕橋駅 - 河原町駅南口 - 若林小学校前 - 南小泉四丁目東 - 若林区役所前 - 西新丁 - 国分寺薬師堂前 - 薬師堂駅
    - 平日のみ運行。
- 60系統
  - 薬師堂駅 - 国分寺薬師堂前 - 西新丁 - 若林区役所前 - 南小泉四丁目東 - 沖野四丁目 - 上飯田二丁目 - 東高校入口 - 六郷小学校前 - 井土浜 - 中野
    - 平日のみ運行。
    - 2015年12月6日改正以前は、交通局大学病院前（現：交通局東北大学病院前） - 閖上（中野終点）間が450/J450系統として運行されていた。

### 蒲生線
- 200/J200系統 

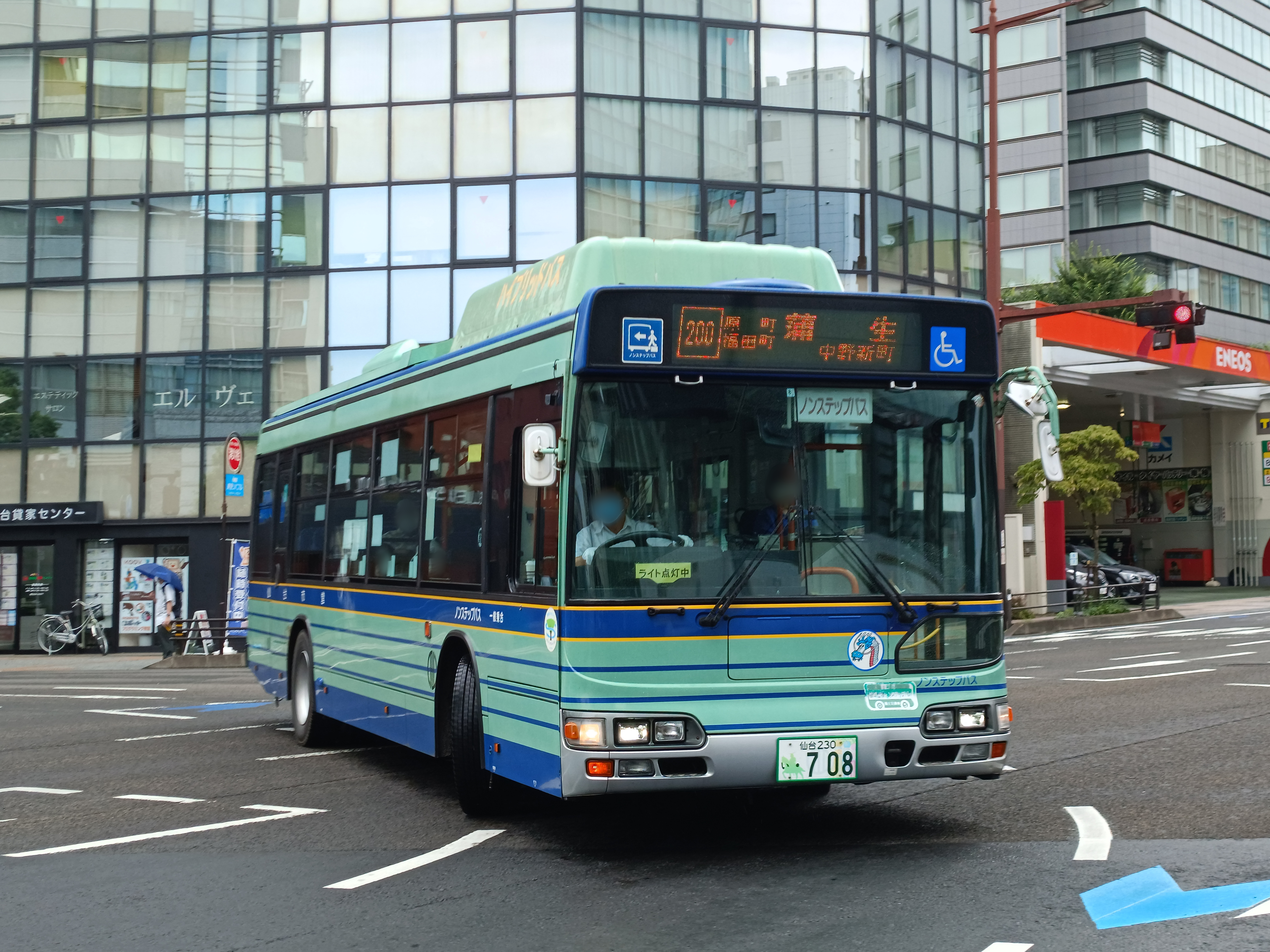
200系統・中野新町行（2022年8月20日）

  - 交通局東北大学病院前 - 定禅寺通市役所前 - 電力ビル前 - 仙台駅前 - 原町二丁目 - 宮城野区役所前 - 苦竹駅前 - 日の出町一丁目 - 扇町二丁目・小鶴老人福祉センター入口 - 扇町六丁目 - 福田町 - 陸前高砂駅 - 高砂二丁目 - 中野新町 - 蒲生・なかの伝承の丘
- 80系統
  - 陸前高砂駅 - 高砂二丁目 - 中野新町 - 蒲生・なかの伝承の丘

川内営業所と共管。霞の目営業所は交通局大学病院前・陸前高砂駅 - 蒲生・なかの伝承の丘間のみ担当。朝晩に設定されている川内営業所 - 蒲生・なかの伝承の丘間の便および陸前高砂駅 - 蒲生・なかの伝承の丘間（80系統）を担当するのは川内営業所である。
東日本大震災による被災のため中野新町 - 蒲生間運休、6号公園住宅前（臨時）まで運行。2015年12月6日に、6号公園住宅前を正式に終点とし、中野新町 - 蒲生間のバス停を廃止。2016年10月1日、6号公園仮設住宅の廃止に伴い、起終点を中野新町に変更（中野新町 - 6号公園住宅前間廃止）。2024年4月1日、中野新町 - 蒲生・なかの伝承の丘間を延伸。

### 高砂線
- 85系統
  - 陸前高砂駅 - 高砂二丁目 - 高砂市民センター前 - 福室三丁目 - 高砂市営住宅東 - 高橋 - 高砂市営住宅西
- 205/J205系統
  - 交通局東北大学病院前 - 定禅寺通市役所前 - 電力ビル前（復路：広瀬通駅） - 仙台駅前 - 原町二丁目 - 宮城野区役所前 - 苦竹駅前 - 日の出町一丁目 - 扇町二丁目小・鶴老人福祉センター入口 - 扇町六丁目 - 福田町 - 陸前高砂駅 - 誓渡寺前 - 高橋 - 高砂市営住宅西

### 東仙台営業所線

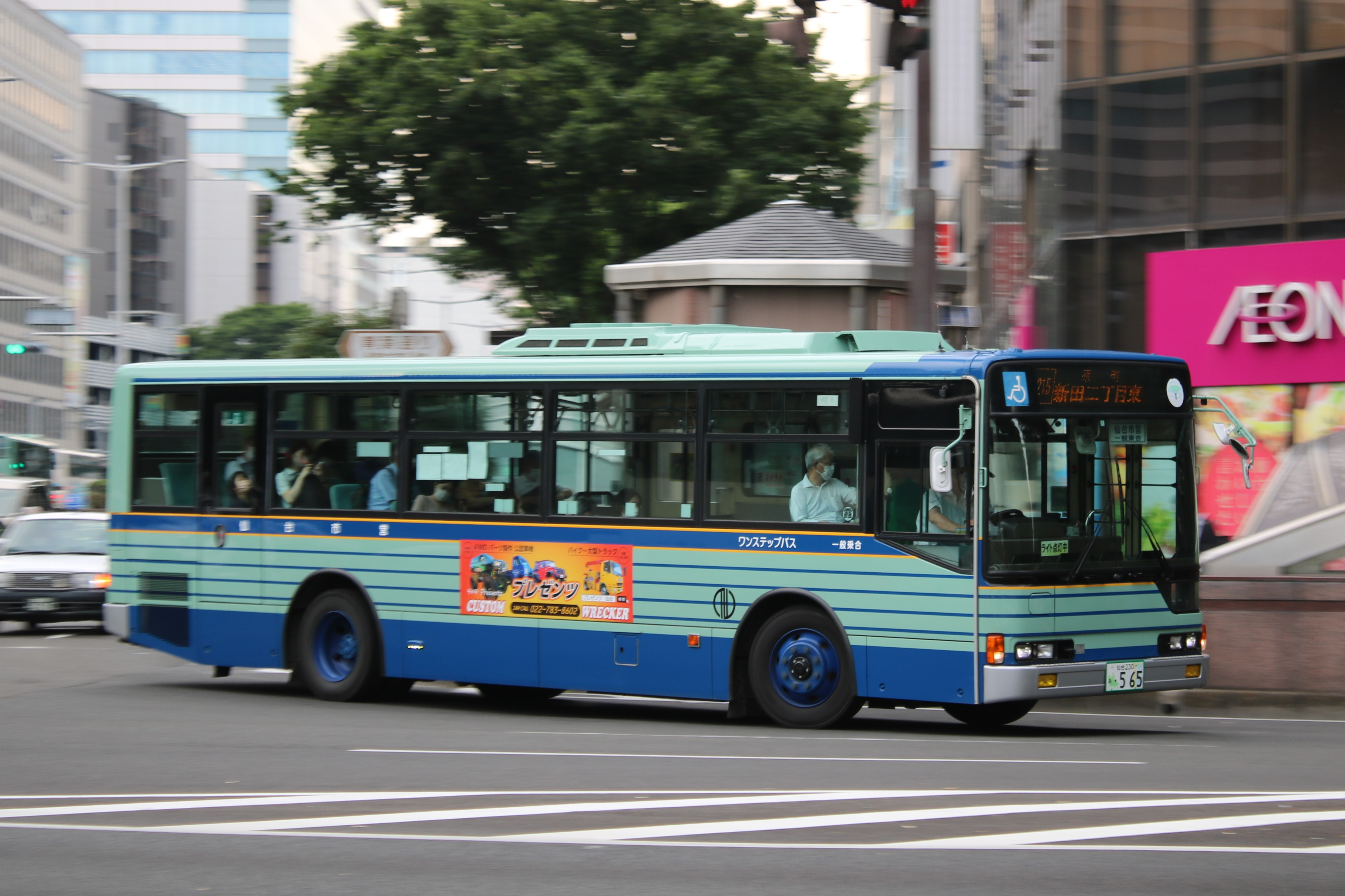
215系統・新田二丁目東行（2022年6月28日）

- 215/K215系統（川内営業所、東仙台営業所と共管）
  - 交通局東北大学病院前 - 定禅寺通市役所前（復路：県庁市役所前） - 電力ビル前 - 仙台駅前 - 原町二丁目 - 宮城野区役所前 - 平成二丁目 - 新田二丁目東
    - 2018年4月から当所も運行を担当[5]。

## 過去の運行系統
2015年12月6日のダイヤ改正で、多くの路線が地下鉄東西線の駅発着に変更された。

### 東部工場団地線
- 310/J310系統
  - 交通局大学病院前 - 定禅寺通市役所前 - 電力ビル前 - 仙台駅前 - 新寺三丁目 - 二軒茶屋・東華中学校前 - 志波町 - 卸町会館前 - 中央卸売市場正門前 - 東部工場団地 - 狐塚
- 310系統
  - 仙台駅東口 - 二軒茶屋・東華中学校前 - 志波町 - 卸町会館前 - 中央卸売市場正門前 - 東部工場団地 - 狐塚
- 209 - 319系統（東部工場団地循環線。原町先回り209 - S319系統、志波町先回り319 - S209系統）
  - 仙台駅前 - 原町二丁目 - 宮城野区役所前 - 苦竹駅前 - 日の出町一丁目 - 扇町二丁目小鶴老人福祉センター入口 - 扇町六丁目 - 福田町四丁目 - 狐塚 - 東部工場団地 - 中央卸売市場正門前 - 卸町会館前 - 志波町 - 二軒茶屋・東華中学校前 - 新寺三丁目 - 仙台駅前
    - 狐塚で時間調整、系統番号が変わっていた。
- 70系統（東仙台営業所と共管）
  - 小鶴新田駅 - 日の出町一丁目 - 扇町二丁目小鶴老人福祉センター入口 - 自動車団地 - 東部工場団地 - 狐塚
    - 2015年12月6日の改正で、扇町二丁目小鶴老人福祉センター入口 - 自動車団地間が廃止。

### 卸町線
- 235(X235)/J235系統
  - 交通局大学病院前 - 定禅寺通市役所前 - 電力ビル前 - 仙台駅前 - 原町二丁目 - 国立病院前 - 銀杏町 - トラックターミナル中税務署入口 - 中央卸売市場正門前（ - 蒲の町歩道橋前 - 市営バス霞の目営業所前）
- 311/J311系統
  - 交通局大学病院前 - 定禅寺通市役所前 - 電力ビル前 - 仙台駅前 - 新寺三丁目 - 二軒茶屋・東華中学校前 - 志波町 - 卸町会館前 - 中央卸売市場正門前 - 蒲の町歩道橋前 - 市営バス霞の目営業所前
- 311系統
  - 仙台駅東口 - 新寺三丁目 - 二軒茶屋・東華中学校前 - 志波町 - 卸町会館前 - 中央卸売市場正門前 - 蒲の町歩道橋前 - 市営バス霞の目営業所前
    - 2015年12月6日の改正で、仙台駅東口 - 新寺三丁目間、中央卸売市場正門前 - 蒲の町歩道橋前間が廃止。

### 六丁の目・岡田線
- 305･306/J305･J306系統
  - 交通局大学病院前 - 定禅寺通市役所前 - 電力ビル前 - 仙台駅前 - 新寺三丁目 - 二軒茶屋・東華中学校前 - 志波町 - 六丁の目東町 - 賀茂皇神社前（ - 中野高柳 - 夢メッセみやぎ前 - キリンビール前 [306/J306]）
    - 2015年12月6日の改正で、卸町二丁目 - 六丁の目南町間、鶴巻 - キリンビール前間が廃止。
- 440/S440系統
  - 仙台駅前 - 五橋 - 福祉プラザ前 - 荒町 - 若林区役所前 - 大和町NTT東北病院前 - 大和小学校東 - 六丁の目東町

### 南小泉線
- 410(X410)/J410（C410：定禅寺通市役所前行［霞の目発便のみ］  / S410：仙台駅前行）系統
  - 交通局大学病院前 - 定禅寺通市役所前 - 電力ビル前 - 仙台駅前 - 五橋 - 福祉プラザ前 - 荒町 - 若林区役所前 - 遠見塚 - 市営バス霞の目営業所前（ - 霞の目）
- 420/J420系統
  - 交通局大学病院前 - 定禅寺通市役所前 - 電力ビル前 - 仙台駅前 - 五橋 - 福祉プラザ前 - 荒町 - 穀町 - 河原町二丁目 - 古城二丁目 - 南小泉三丁目 - 古城三丁目 - 沖野一丁目 - 市営バス霞の目営業所前
- 430/J430（C430：定禅寺通市役所前行 / S430：仙台駅前行）系統
  - 交通局大学病院前 - 定禅寺通市役所前 - 電力ビル前 - 仙台駅前 - 五橋 - 福祉プラザ前 - 荒町 - 若林区役所前 - 南小泉二丁目 - 南小泉三丁目 - 古城三丁目 - 沖野一丁目 - 市営バス霞の目営業所前
- J432系統
  - 市営バス霞の目営業所前 → 沖野一丁目 → 古城三丁目 → 南小泉三丁目 → 南小泉二丁目 → 若林区役所前 → 荒町 → 福祉プラザ前 → 中央郵便局前 → 電力ビル前 → 定禅寺通市役所前 → 交通局大学病院前
- J402系統
  - 市営バス霞の目営業所前 → 中倉二丁目 → 若林区役所前 → 荒町 → 福祉プラザ前 → 中央郵便局前 → 電力ビル前 → 定禅寺通市役所前 → 交通局大学病院前
    - J432系統、J402系統とも平日朝の交通局大学病院前行のみ運行した。2015年12月6日の改正で福祉プラザ前 - 中央郵便局前 - 電力ビル前間（仙台駅前を経由しない）が廃止。
- 349 - 449系統（志波町 - 荒町循環線、新寺出張所と共管。志波町先回り349 - S449系統、荒町先回り449 - S349系統）
  - 仙台駅前 - 新寺三丁目 - 二軒茶屋・東華中学校前 - 志波町 - 大和小学校東 - 大和町NTT東北病院前 - 若林区役所前 - 荒町 - 市立病院・福祉プラザ前 - 五橋 - 仙台駅前
- 559 - 459系統（若林小学校 - 荒町循環線。若林小学校先回り559 - C459系統、荒町先回り459 - S559系統）
  - 仙台駅前 - 五橋 - 福祉プラザ前 - 愛宕大橋 - 河原町 - 若林小学校前 - 古城三丁目 - 南小泉三丁目 - 南小泉二丁目 - 若林区役所前 - 荒町 - 市立病院・福祉プラザ前 - 五橋 - 仙台駅前 - 電力ビル前 - 定禅寺通市役所前

### 大和町線
- 350/J350（C350・S350）系統
  - 交通局大学病院前 - 定禅寺通市役所前 - 電力ビル前 - 仙台駅前 - 五橋 - 連坊一丁目 - 仙台一高前 - 薬師堂 - 大和町二丁目・NTT東北病院入口 - 大和小学校東 - 蒲の町歩道橋前 - 市営バス霞の目営業所前
    - かつて、霞の目営業所主管路線の中では最も運行本数も多く、新寺出張所担当便も合わせて日中15分間隔で運行していた。また運行時間帯も広かった（霞の目営業所始発6時16分・終発22時30分、仙台駅前始発7時12分・終発23時10分。いずれも平日ダイヤ）。
    - 基本系統は交通局大学病院前（現：交通局東北大学病院前） - 市営バス霞の目営業所前間であった。朝晩に仙台駅発着（復路S350系統）、定禅寺通市役所発着（復路C350系統）が存在した。最終便とその前の便は仙台駅到着後回送となり、定禅寺通市役所前から折り返す行路となっていた。
- 351系統
  - 交通局大学病院前→電力ビル前→仙台駅前→五橋三丁目→仙台一高前→薬師堂→大和町二丁目・NTT東北病院入口→蒲町→荒井二丁目→七郷市民センター前→荒井
- J352系統
  - 市営バス霞の目営業所前 → 蒲の町歩道橋前 → 大和小学校東 → 大和町一丁目 → 薬師堂 → 仙台一高前 → 連坊一丁目 → 五橋 → 中央郵便局前 → 電力ビル前 → 定禅寺通市役所前 → 交通局大学病院前
    - 平日朝の交通局大学病院前行のみ運行した。2015年12月6日の改正で五橋 - 中央郵便局前 - 電力ビル前間（仙台駅前を経由しない）が廃止。

- 412/J412系統
  - 交通局東北大学病院前 - 定禅寺通市役所前 - 電力ビル前（復路：広瀬通駅） - 仙台駅前 - 五橋一丁目 - 五橋駅 - 荒町 - 若林区役所前 - 大和町宮城の萩大通り - 薬師堂駅 - 大和町二丁目 - 大和小学校東 - 蒲の町歩道橋前 - 市営バス霞の目営業所前
    - 平日の日中のみ運行した。所要時間短縮を目的とした2018年4月2日の運行経路変更に伴い廃止。

## 市営バス霞の目営業所前バス停
市営バス霞の目営業所前バス停は、仙台市営バスの停留所。営業所庁舎に隣接してのりばがあり、待合室・定期券窓口も併設されている。

## 新寺出張所
仙台市交通局新寺出張所（せんだいしこうつうきょく しんてらしゅっちょうじょ）は、宮城県仙台市若林区新寺にあった仙台市交通局（仙台市営バス）自動車部霞の目営業所傘下の出張所。
2015年12月6日に霞の目営業所分室と統合し駐車場に降格。

### 概要（新寺出張所）
この敷地は、1909年（明治42年）に創業した仙台瓦斯株式会社が、1910年（明治43年）石炭によるガスの精製および都市ガスを供給する工場として設置した同社清水小路工場があった場所である。1941年（昭和16年）、仙台市に買収されて、仙台市電気水道事業部瓦斯事業所の工場として、1957年（昭和32年）に原町工場（現在のガス局本庁舎）へ移転するまで操業されていた。
仙台市北東部と西部の一部を事業範囲としている。もともとは新寺駐車場として、仙台市ガス局工場があった場所に開設された。新寺駐車場の拡張に伴い、隣接していた仙台市ガス局ショールームが2004年に広瀬通駐車場の跡地へ移転している。駅周辺のバス路上駐車対策として、宮城交通・山交バスなど他事業者も入庫していたことがあった（現在は宮城球場駐車場に入庫している）。
2010年（平成22年）4月より、東仙台営業所の業務委託の前段として一部業務を宮城交通に委託することとなり、委託部分を担当する事業所として拠点分割し、東仙台営業所管轄下の新寺出張所として開所した。本来は2年後の2012年（平成24年）4月から東仙台営業所の委託を予定していたが、2011年（平成23年）6月に前倒しで委託事業所の振替が行われ東仙台営業所が委託化された。そのため当出張所はわずか1年2ヶ月で直営化され、長町営業所配下に変更されたものの、東日本大震災で被災し閉鎖状態にある岡田出張所の機能を担うため、その10ヵ月後には、岡田出張所を受託する宮城交通が改めて受託することになった(2013年からは、新寺出張所の委託内容が変更となるため、契約残期間の暫定的な委託となる)。
バスに描かれたマークは、うさぎ→ひつじ→たつと変遷している。

### 沿革（新寺出張所）
- 2010年（平成22年）4月 - 新寺駐車場を昇格する形により、仙台市交通局新寺出張所として設置。当初は東仙台営業所管轄下で宮城交通に車両管理・運転業務を委託していた。
- 2011年（平成23年）6月 - 受委託事業所の振替前倒しが行われ、東仙台営業所が委託化されたため新寺出張所は直轄化の上で長町営業所の管轄下に変更。
- 2012年（平成24年）4月 - 業務停止中の岡田出張所の機能を引き受ける形で、暫定的に宮城交通に再委託(岡田出張所の契約期間が満了していなかったため)。これに伴い、新寺出張所は長町営業所より霞の目営業所の管轄下に変更。
- 2013年（平成25年）4月 - 「新寺出張所」として、2013年4月からの5年契約で宮城交通への委託を正式に開始。
- 2015年（平成27年）12月6日 - 霞の目営業所分室と統合。車両は全て霞の目営業所に配置換え。

### 所管路線（新寺出張所）
2024年4月現在。
仙台駅に近いため出入庫系統はない。

#### 蒲生線
- 200/J200系統（川内営業所・東仙台営業所と共管）
  - 交通局大学病院前 - 定禅寺通市役所前 - 電力ビル前 - 仙台駅前 - 原町二丁目 - 宮城野区役所前 - 苦竹駅前 - 日の出町一丁目 - 扇町二丁目小鶴老人福祉センター入口 - 扇町六丁目 - 福田町 - 陸前高砂駅 - 高砂二丁目 - 中野新町 - 中野小学校前 - 蒲生
- 80系統
  - 陸前高砂駅 - 高砂二丁目 - 中野新町 - 中野小学校前 - 蒲生

※東日本大震災による被災のため中野新町 - 蒲生間運休、6号住宅公園前（臨時）まで運行。2016年10月1日、6号公園仮設住宅の廃止に伴い、起終点を中野新町に変更（中野新町 - 6号公園住宅前間廃止）。

#### 六丁の目・岡田線
- 203/J203系統
  - 交通局大学病院前 - 定禅寺通市役所前 - 電力ビル前 - 仙台駅前 - 原町二丁目 - 宮城野区役所前 - 苦竹駅前 - 日の出町一丁目 - 扇町二丁目小鶴老人福祉センター入口 - 扇町六丁目 - 福田町 - 陸前高砂駅 - 高砂二丁目 - 鶴巻 - 賀茂皇神社前 - 岡田 - 新浜 - 市営バス岡田車庫前
- 300/J300系統
  - 交通局大学病院前 - 定禅寺通市役所前 - 電力ビル前 - 仙台駅前 - 新寺三丁目 - 二軒茶屋・東華中学校前 - 志波町 - 六丁の目東町 - 狐塚 - 賀茂皇神社前 - 岡田 - 新浜 - 市営バス岡田車庫前
- J303(S303)系統
  - 市営バス岡田車庫前 → 六丁の目東町 → 志波町 → 二軒茶屋・東華中学校前 → 新寺三丁目 → 仙台駅前 → 電力ビル前 → 定禅寺通市役所前 → 交通局大学病院前
- 305/J305系統（霞の目営業所と共管）
  - 交通局大学病院前 - 定禅寺通市役所前 - 電力ビル前 - 仙台駅前 - 新寺三丁目 - 二軒茶屋・東華中学校前 - 志波町 - 六丁の目東町 - 賀茂皇神社前
- 306/J306系統（霞の目営業所と共管）
  - 交通局大学病院前 - 定禅寺通市役所前 - 電力ビル前 - 仙台駅前 - 新寺三丁目 - 二軒茶屋・東華中学校前 - 志波町 - 六丁の目西町 - 賀茂皇神社前 - 鶴巻 - 中野高柳 - 夢メッセみやぎ前 - キリンビール前
- 308/J308系統（霞の目営業所と共管）
  - 交通局大学病院前 - 定禅寺通市役所前 - 電力ビル前 - 仙台駅前 - 新寺三丁目 - 二軒茶屋・東華中学校前 - 志波町 - 蒲の町歩道橋前 - 市営バス霞の目営業所前
- 83系統
  - 陸前高砂駅 - 高砂二丁目 - 中野新町 - 新浜 - 市営バス岡田車庫前

#### 東部工場団地線
- 310/J310系統（霞の目営業所と共管）
  - 交通局大学病院前 - 定禅寺通市役所前 - 電力ビル前 - 仙台駅前 - 新寺三丁目 - 二軒茶屋・東華中学校前 - 志波町 - 卸町会館前 - 中央卸売市場正門前 - 東部工場団地 - 狐塚
- 310系統（霞の目営業所と共管）
  - 仙台駅東口 - 二軒茶屋・東華中学校前 - 志波町 - 卸町会館前 - 中央卸売市場正門前 - 東部工場団地 - 狐塚
- 70系統（霞の目営業所・東仙台営業所と共管）
  - 小鶴新田駅 - 日の出町一丁目 - 扇町二丁目小鶴老人福祉センター入口 - 自動車団地 - 東部工場団地 - 狐塚

#### 卸町線
- 230/J230系統（霞の目営業所・東仙台営業所と共管）
  - 交通局大学病院前 - 定禅寺通市役所前 - 電力ビル前 - 仙台駅前 - 原町二丁目 - 国立病院前 - 銀杏町 - トラックターミナル中税務署入口 - 日の出町一丁目 - 小鶴新田駅
- 233/J233系統（霞の目営業所・東仙台営業所と共管）
  - 交通局大学病院前 - 定禅寺通市役所前 - 電力ビル前 - 仙台駅前 - 原町二丁目 - 国立病院前 - 銀杏町 - 卸町会館前 - 中央卸売市場 - 日の出町一丁目 - 小鶴新田駅

#### 福田町四丁目線
- 330/J330系統
  - 交通局大学病院前 - 定禅寺通市役所前 - 電力ビル前 - 仙台駅前 - 新寺三丁目 - 二軒茶屋・東華中学校前 - 志波町 - 宮千代一丁目 - 銀杏町 - トラックターミナル中税務署入口 - 自動車団地 - 宮城運輸支局前 - 魚肉市場入口 - 福田町四丁目 - 鶴巻小学校前

#### 南小泉線
- 410(X410)/J410系統（霞の目営業所と共管）
  - 交通局大学病院前 - 定禅寺通市役所前 - 電力ビル前 - 仙台駅前 - 五橋 - 市立病院・福祉プラザ前 - 荒町 - 若林区役所前 - 遠見塚 - 市営バス霞の目営業所前 - 霞の目
- 349 - 449系統（志波町 - 荒町循環線、霞の目営業所と共管。志波町先回り349 - S449系統、荒町先回り449 - S349系統）
  - 仙台駅前 - 新寺三丁目 - 二軒茶屋・東華中学校前 - 志波町 - 大和小学校東 - 大和町NTT東北病院 - 若林区役所前 - 荒町 - 市立病院福祉プラザ前 - 五橋 - 仙台駅前

#### 大和町線
霞の目営業所の主幹路線である。基本的には霞の目営業所で折り返す行路だが、新寺出張所 - 霞の目営業所間を回送で送り込み350系統となる行路も存在する。
- 350/J350（C350・S350）系統（霞の目営業所と共管）
  - 交通局大学病院前 - 定禅寺通市役所前 - 電力ビル前 - 仙台駅前 - 五橋 - 連坊一丁目 - 仙台一高前 - 薬師堂 - 大和町一丁目 - 大和町二丁目・NTT東北病院入口 - 大和小学校東 - 蒲の町 - 市営バス霞の目営業所前
- 351系統
  - 定禅寺通市役所前 → 電力ビル前 → 仙台駅前 → 五橋 → 連坊一丁目 → 仙台一高前 → 薬師堂 → 大和町一丁目 → 大和町二丁目・NTT東北病院入口 → 大和小学校東 → 蒲の町 → 七郷市民センター前 → 荒井

#### 深沼線
両系統とも霞の目営業所と共管。
- 400/J400（C400：定禅寺通市役所前行）系統
  - 交通局大学病院前 - 定禅寺通市役所前 - 電力ビル前 - 仙台駅前 - 五橋 - 市立病院・福祉プラザ前 - 荒町 - 若林区役所前 - 中倉二丁目 - 荒井 - 七郷中学校前 - 笹新田 - 石場 - 南長沼 - 荒浜新二丁目 - 深沼

※東日本大震災による被災のため南長沼 - 深沼間運休中（笹新田 - 石場間は2012年9月3日から、石場 - 南長沼間は同年10月9日からそれぞれ運行を再開）。
- 405/J405系統
  - 交通局大学病院前 - 定禅寺通市役所前 - 電力ビル前 - 仙台駅前 - 五橋 - 市立病院・福祉プラザ前 - 荒町 - 若林区役所前 - 中倉二丁目 - 荒井 - 四ツ谷 - せんだい農業園芸センター前

#### 井土浜線
- 500/K500系統（霞の目営業所・長町営業所と共管）
  - 交通局大学病院前 - 定禅寺通市役所前（復路：県庁市役所前） - 電力ビル前 - 仙台駅前 - 五橋 - 市立病院・福祉プラザ前 - 愛宕大橋 - 河原町 - 若林小学校前 - 沖野四丁目 - 上飯田二丁目 - 東高校入口 - 六郷小学校前 - 井土浜 - 藤塚 - 閖上

※東日本大震災による被災のため井土浜 - 閖上間運休中。2013年4月より井土浜 - 中野まで延長。

### 過去の所管路線

#### 2010年4月 - 2012年3月
- 東黒松線[41]
- 鶴ケ谷・南光台線[50][53][55][120][220][240]
- 東仙台営業所線[110][115][213][215]
- 岩切線[210]
- 卸町線[230][233]